# Rutilius Claudius Namatianus
Rutilius Claudius Namatianus (4. – 5. stol.) byl římský básník galského původu, autor zčásti dochovaného veršovaného cestopisu  De reditu suo (O svém návratu), někdy také uváděného pod názvem Iter Gallicum (Cesta do Gallie). Elegickým distichem v ní líčí plavbu z Itálie do Galie v roce 416. Skladba bývá považována za poslední pohanské básnické dílo vzniklé v té době jíž skoro plně křesťanském Římě. Ukázka je obsažena ve výboru Sbohem, starý Říme.